# Robert Winkler Productions
Robert Winkler Productions était un studio d'animation américain. Actif de 1925 à 1929, le studio a été le principal producteur de la série Krazy Kat et pour un an de la série Oswald le lapin chanceux.

## Filmographie

### Oswald le lapin chanceux
1928 :
- High Up
- Mississippi Mud
- Panicky Pancakes
- Fiery Firemen
- Rocks and Socks
- The South Pole Flight
- Bull-Oney
- A Horse Tale
- Farmyard Follies

1929 :
- Homeless Homer
- Yanky Clippers
- Hen Fruit – Premier Oswald le lapin sonore
- Sick Cylinders
- Hold 'em Ozzie
- The Suicide Sheik
- Alpine Antics
- The Lumberjack
- The Fishing Fool
- Stage Stunts
- Stripes and Stars
- The Wicked West
- Ice Man's Luck
- Nuts and Jolts
- Jungle Jingles
- Weary Willies
- Saucy Sausages